# Puerto Gallego
María del Puerto Gallego Arriola (Santoña, Cantabria, 18 de enero de 1963), conocida como Puerto Gallego, es una política y médica española, con especialidad de Pediatría,  que desempeñó la función de alcaldesa de Santoña entre el 2001 y el 2011.

## Biografía
Licenciada en Medicina y Cirugía por la Universidad de Cantabria en 1987 se especializó en Pediatría de Área de Atención Primaria. En las elecciones municipales de 1999, encabezó la lista del Partido Socialista de Cantabria-PSOE al Ayuntamiento de Santoña y a pesar de ser la fuerza más votada, consiguió el 38,12% de los votos, un pacto del Partido Popular con el Partido Regionalista de Cantabria (PRC) y el Movimiento Falangista de España (MFE) permitió a Pedro Luis García Cobo (PP) obtener a la alcaldía. Tras una moción de censura en el 2001 contra el alcalde popular, Puerto Gallego , con el apoyo del Movimiento Falangista de España, accedió a la alcaldía de Santoña, cargo que ostentó tras ganar por mayoría absoluta las elecciones de 2003 y 2007.
En las elecciones municipales de 2011, el PSC-PSOE obtuvo el 34,36% de los votos y 6 de 17 ediles, convirtiéndose en la segunda fuerza política por detrás del PP. Finalmente, fue investida alcaldesa la popular Milagros Rozadilla con el apoyo del PRC y del MFE.
El 22 de septiembre de 2011 fue nombrada como número uno del PSC-PSOE en las listas al Congreso para las elecciones generales, siendo elegida como diputada en los resultados más bajos de unas generales obtenidos por el partido cántabro desde 1979.
El 12 de febrero de 2014, la jueza de Santoña Rocío Rubio la imputa por existir claros indicios de cometer un delito de prevaricación administrativa por haber fraccionado contratos para eludir la cantidad mínima legalmente establecida (18000 euros) que obliga a sacarlos a concurso y adjudicarlos a dedo a cuatro empresas entre los años 2003 y 2009, a pesar de las continuas advertencias de ilegalidad de los interventores municipales. Todo ello tras haber tomado declaración al resto de concejales socialistas y a los interventores después de la denuncia interpuesta por el MFE y la actual alcaldesa del PP, Milagros Rozadilla en 2010 y decide remitir la investigación al Tribunal Supremo por ser aforada para que pronuncie su opinión al respecto.
En 2015 repite como número uno del PSC-PSOE en las listas al Congreso para las elecciones generales revalidando el escaño al igual que en 2016, en las elecciones generales repetidas del 26 de junio.
El 9 de septiembre de 2016, dimitió como diputada tras abrir el Tribunal Supremo una causa contra ella por un delito de prevaricación cuando era alcaldesa de Santoña. Once días más tarde, entregó su acta de diputada.